# Teenage Angst
Teenage Angst este cel de-al treilea single de pe albumul de debut al trupei de rock alternativ Placebo, lansat pe 16 septembrie 1996. Văzut de anumiți critici drept cântecul cu cel mai mare potențial de hit de pe album, avea să fie totuși depășit în topuri de către „Nancy Boy”.
Există o variantă hip-hop a piesei, pe care Placebo au interpretat-o la Rock AM Ring 2003. Molko a descris această versiune astfel: „Teenage Angst în varianta Public Enemy”.
Pe single apare „Been Smoking Too Long”, piesă care îi aparține unuia din mentorii lui Molko în materie de muzică, Nick Drake.

## Lista melodiilor
1. „Teenage Angst”
2. „Been Smoking Too Long”
3. „Hug Bubble”

## Despre versuri
„Este vorba despre emoțiile intense pe care le simți atunci când ești adolescent, tendința de a te închide puțin în tine, de a-ți crea propriul univers. Ești un adult închis într-un trup de copil - vrei să te eliberezi, dar toți ceilalți te tratează ca pe un copil.”, declara Brian Molko despre piesă.
Referitor la versul „Since I was born, I started to decay” de pe acest cântec, Molko spunea: „Este ceva ce mi-a zis mama. (...) Aveam vreo 14 ani. A spus că de când ieși din pântecul mamei, începi să te deteriorezi. Vorbele ei mi s-au părut destul de răscolitoare, dar ea e o persoană religioasă, știți.” „De când te naști”, adăuga artistul în alt interviu, „începi să mori. Este un paradox că începi să trăiești, și în același timp începi și să mori.”

## Despre videoclip
Regizat de către Trevor Robinson, videoclipul se vrea a fi o introducere în universul frământat al adolescenței. Începe cu un copil care intră din curiozitate într-un cub negru, care are pereții roșii pe dinăuntru. Negăsind nimic, el încearcă să iasă, dar nu mai reușește - și din acel moment este prins în capcană împreună cu alte „victime”, adolescenți ca și el. „Teenage Angst” avea să fie ultimul videoclip Placebo în care avea să apară toboșarul Robert Schultzberg.

## Poziții în topuri
- 30 (Marea Britanie)[8]